# Teufelkap
Teufelkap är en udde i Grönland (Kungariket Danmark). Den ligger i den nordöstra delen av Grönland. Teufelkap ligger på Djævleøen.
Terrängen inåt land är kuperad västerut.